# Blanca de Borbón
Blanca de Borbón (1339-1361). Noble francesa y reina consorte de Castilla, fue la primera y, según la ley canónica, única esposa legítima del rey Pedro I de Castilla.

## Orígenes familiares
Nacida en la ciudad de Vincennes, Francia, Blanca era hija del duque Pedro I de Borbón (bisnieto de Luis IX de Francia) y de Isabel de Valois (a su vez nieta de Felipe III de Francia). Su hermano mayor y único varón, Luis, era el heredero de su padre. Después de él, nacieron siete hijas, las mayores de las cuales fueron Juana, que se casó en 1350 con el futuro rey Carlos V de Francia, y Blanca, un año menor que ella.

## Reina de Castilla

### Matrimonio

#### Antecedentes
El rey Pedro de Castilla, apodado posteriormente "el Cruel" o "el Justiciero", venía batallando desde su ascenso al trono en 1350 una encarnizada lucha contra sus medio hermanos, Enrique de Trastámara y Fadrique Alfonso de Castilla, ambos hijos del difunto rey Alfonso XI con la sevillana Leonor de Guzmán.
Leonor de Guzmán fue asesinada poco después de la muerte del rey (1351), por órdenes de la reina viuda María de Portugal. Sus hijos entonces levantaron el estandarte de la rebelión contra Pedro. Viendo el rey cómo sus hermanastros ganaban cada vez más adeptos en las ciudades castellanas, decide entablar negociaciones con el reino de Francia, el cual podría ser un poderoso aliado para sus fines, no sólo en lo militar, sino también en lo económico.
Años antes, siendo solamente príncipe heredero y con solo un año de edad (1335), el rey Eduardo III de Inglaterra entabla negociaciones para renovar la alianza castellano-inglesa y proponer un eventual matrimonio entre el pequeño príncipe y su hija Isabel. Sin embargo, el rey Alfonso XI rechaza dicho compromiso por considerarlo muy prematuro. En 1342 el rey Eduardo III vuelve a proponer un enlace con otra de sus hijas, la princesa Juana. El tratado, junto con la promesa matrimonial, es firmado en 1345. Un mes antes, Castilla firma un tratado con Francia, en el cual se contemplaba, para afianzar la alianza, un eventual enlace nupcial. No obstante, dichas tentativas con Francia no dieron fruto y el compromiso entre Pedro y Juana de Inglaterra se formaliza.
Cuando la princesa ya estaba a punto de encontrarse con su futuro esposo, murió víctima de la peste, en 1348. Este hecho propició la ruptura del esperado enlace dinástico entre Castilla e Inglaterra y, aunque Eduardo III tenía más hijas en edad casadera, no se sugirió un nuevo compromiso nupcial.
La reina madre María de Portugal y el ayo del rey Pedro, Juan Alfonso de Alburquerque, presionaron al joven soberano para aceptar el enlace con Francia. El papa Clemente VI (en connivencia con el rey Juan II de Francia) dirigió a la reina diversas misivas desde Aviñón aconsejándole reforzar la alianza con Francia mediante un enlace matrimonial. La guerra con sus medio hermanos hizo que el rey Pedro finalmente aceptara los consejos de su madre y Alburquerque.
En un primer momento, se trataba de que la novia francesa fuera la reina viuda de Francia, Blanca de Navarra, pero ella se opuso a dicho enlace, aduciendo su viudez.
Durante las cortes de Valladolid de 1351 se presenta formalmente una embajada francesa para acordar los términos del enlace real. Se acuerda entonces que la elegida sea una de las hijas del duque Pedro I de Borbón. Blanca, la mayor entonces, es la elegida.
Un hecho curioso es que, a pesar de ir a solicitar la mano de Blanca de Borbón, la delegación castellana, una vez en Francia, volvió a reiterar la petición que ya se hiciera a Blanca de Navarra, pero ella volvió a rechazarla por los mismos motivos. Se desconoce la explicación a este suceso, pero algún reparo pusieron los miembros de dicha delegación a Blanca de Borbón. Pese a las dudas, la petición matrimonial se lleva a cabo.

#### Compromiso
El 2 de julio de 1352 se firma el tratado de alianza entre Francia y Castilla y el contrato matrimonial, el cual es ratificado cinco días después en Francia por el rey Juan II, mientras el 4 de noviembre del mismo año el rey Pedro hace lo mismo en Castilla.
El rey de Francia se comprometía a pagar como dote de Blanca la suma de 300 000 florines de oro, los cuales serían entregados a plazos de la siguiente manera:
- 25 000 florines en la siguiente Navidad.
- 25 000 florines al abandonar Blanca el reino de Francia.
- 50 000 florines cada año el día de Navidad hasta completar los 300 000 acordados.

Asimismo, el rey castellano se comprometía a otorgar las villas de Arévalo, Sepúlveda, Coca y Mayorga, así como sus rentas, a su futura esposa, en calidad de usufructo. Si dichas rentas no alcanzaban para igualar a las de la reina madre María, debían serle entregadas otras hasta emparejarlas. Si Blanca moría sin hijos, el rey Pedro debía devolver el total de la dote a Francia.
Todas las negociaciones, el pago de la dote, así como el rico ajuar que Blanca llevaría a Castilla, fueron totalmente elaborados y sufragados por el rey Juan II de Francia. El duque de Borbón fue mantenido al margen.
Sin embargo, el rey Juan II retrasó el pago de los primeros 25 000 florines para la Navidad, como estaba pactado. La comitiva que debía trasladar a Blanca demoraría siete meses en llegar a su destino. Durante su ruta hacia Castilla, Blanca se detuvo en Aviñón, donde conoció al papa Inocencio VI, el cual se convertiría en su principal y único defensor.
Blanca nunca deseó el matrimonio y hasta en tres oportunidades renegó de este, pero, obligada por el rey Juan II, su padre, su cuñado y hasta por su propia hermana Juana, acepta su destino.

#### Realización del enlace
En enero de 1353 Blanca llega finalmente a Barcelona y en febrero a Valladolid. Sin embargo, al ver que el soberano francés actuaba con total deshonestidad –los 25 000 florines acordados para la Navidad no habían llegado, enviándole solamente los 25 000 florines acordados por la salida de Francia–, el rey Pedro decide retrasar el matrimonio. Además, en ese momento el rey Pedro ya tenía amores con María de Padilla, la cual ya le había dado una hija. 
Si bien muchos historiadores han querido dar al retraso de la boda un sentido romántico, alegando que el rey no quería casarse por el amor a la de Padilla, la realidad bien vendría a ser muy diferente, pues un año más tarde se casó con Juana de Castro, tras conseguir que las autoridades eclesiásticas declararan nulo su matrimonio con Blanca. Todo esto apuntaría a confirmar la falta del pago de la dote como verdadera causa del retraso de las nupcias.
Finalmente, ante las presiones de su madre y de Alburquerque, el rey Pedro decide llevar a cabo la boda. 
El matrimonio entre el rey Pedro de Castilla y Blanca de Borbón se celebra en Valladolid el 3 de junio de 1353. No obstante, a los dos días de celebrado el enlace, el rey abandona a su esposa, negándose a convivir con ella nunca más.
Aunque se han esgrimido numerosas teorías y leyendas ante el extraño comportamiento del soberano (algunos autores relacionan el abandono con la reputación de Blanca, la cual habría tenido amores con el hermano bastardo del rey, Fadrique, durante su viaje a Castilla; otros, alegan el amor del rey hacia María de Padilla), lo cierto es que la verdadera causa se podría deducir de la correspondencia entre el rey y el papa Inocencio VI. En dichas cartas el papa exhorta al rey a recibir a Blanca como su legítima esposa, pero el rey, en respuesta, aduce que por "ciertas confesiones" hechas por su esposa, se sentía engañado y por ello no podía continuar con el matrimonio.
Lo más probable es que, una vez a solas, Blanca haya dicho a su esposo –confiada en que ya eran marido y mujer y por tanto no tenía nada que perder– que el rey de Francia no disponía del capital suficiente para pagar la dote acordada, lo que además le habría llevado a retrasar su partida desde Francia. El rey Pedro, presionado por su familia y demás consejeros a este enlace, se habría enfurecido con razón ante tal engaño, desquitándose con la única persona que tenía a mano: Blanca. Y corrobora esta creencia el hecho de que el rey Pedro nunca entregara a Blanca las villas y las rentas que se habían pactado y que Juan II nunca reclamara la devolución de los bienes de ella, pues, como ya se dijo, acudió a Castilla con un rico ajuar pagado por el rey francés.
El supuesto "abandono" y desatención conyugal de la reina se utilizaría como excusa para desatar una encarnizada guerra civil en el reino de Castilla: por un lado, el bando del rey, y por otro, el bando de la reina madre y el favorito Alburquerque, al que se unieron numerosos nobles castellanos, incluyendo a los hermanastros del rey.

## Encarcelamiento

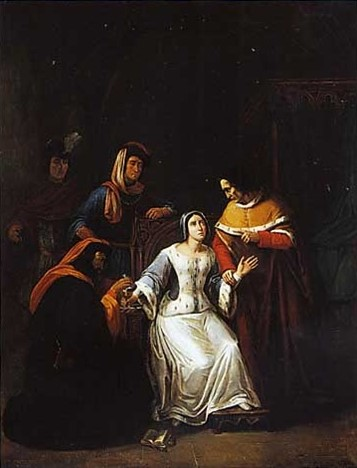
Envenenamiento de Blanca de Borbón, esposa de Pedro el Cruel, pintura de historia de Louis-Georges Paradis, 1838.

Inmediatamente después de ser abandonada por el rey, Blanca pasa algún tiempo en Medina Sidonia junto a la reina madre; pero, cuando estalla la guerra civil en Castilla, el rey ordena que sea enviada al castillo de Arévalo y luego al Alcázar de Toledo, desde donde ella manda cartas al papa Inocencio VI en las que decía que el rey Pedro la sometía a grandes privaciones. Algunos historiadores dudan de la veracidad de estas alegaciones.
Gracias a dichas cartas —que rápida y convenientemente se hicieron públicas—, el pueblo toledano se subleva contra el rey y se pone del bando de Blanca, al que se unen también numerosos nobles. Blanca abandona el Alcázar, desobedeciendo a su esposo, y se refugia en la Catedral, desde donde organiza a sus adeptos e incluso les da ayuda económica para su causa. El rey llegó incluso a caer prisionero en Toro, pero consiguiendo huir posteriormente.
Entre 1355 y 1359 Blanca es confinada en el Castillo Episcopal de Sigüenza y posteriormente trasladada a El Puerto de Santa María (probablemente al ahora conocido como Castillo de Doña Blanca), para evitar que sea liberada por el bando aragonés (una vez que los infantes de Aragón descubrieran que habían sido engañados por el rey Pedro y nunca recibieran las recompensas prometidas) y fuera bandera de su causa. Entretanto, el rey regresaba al castillo de Urueña en Valladolid, donde se alojaba su amante, María de Padilla, viviendo con ella definitivamente.

## Asesinato de Blanca de Borbón
Doña Blanca fue trasladada al Castillo de Sidueña, conocido por dicha causa como Castillo de Doña Blanca. Tiempo más tarde la reina sería recluida en el Alcázar de Jerez de la Frontera a fin de mantenerla alejada de los enfrentamientos entre Pedro I y el reino de Aragón y, al mismo tiempo, el Papa Inocencio VI presionó para que fuera liberada.
Cuenta la historia que conociendo el rey las censuras de los nobles de la corte y los romances que hacían los escritores en contra del martirio que sufría Doña Blanca, el rey encargó a su médico privado que la envenenase, hecho al que se opuso el alcaide del Alcázar Diego Ortiz de Zúñiga, el cual prefirió renunciar a su cargo antes de permitir tal villanía.
A la renuncia de Ortiz de Zúñiga fue encomendada tan sucia misión a un nuevo alcaide, el ballestero Juan Pérez de Rebolledo, el cual aceptó la misión sin el menor reparo.
La reina Blanca de Borbón falleció en 1361, asesinada por orden de Pedro I de Castilla. Sus últimas palabras fueron: «Dime Castilla, ¿qué te he hecho yo?»
Existen divergencias sobre el lugar donde fue asesinada esta reina, pues algunos historiadores sitúan el hecho en un torreón de la muralla de Medina Sidonia. Es posible que se deba la confusión al hecho de haber estado Doña Blanca recluida durante algún tiempo en el castillo de Sidueña o Sadunia al pie de la sierra de San Cristóbal, denominaciones que emanan de Saris Siduna, nombre de Jerez en el Medievo, y ello puede relacionarse erróneamente con Medina Sidonia.

## Sepultura

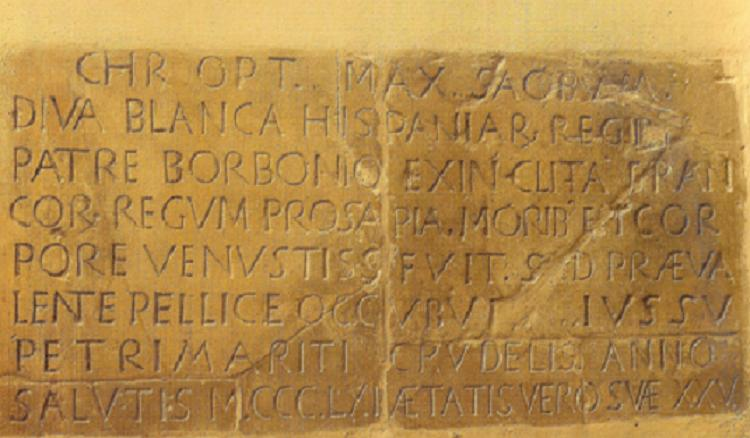
Lápida sepulcral de la reina Blanca de Borbón.

Después de su asesinato, el cadáver de la reina Blanca de Borbón recibió sepultura en el convento de San Francisco de Jerez de la Frontera, y el sepulcro que contenía sus restos mortales permaneció en la capilla mayor de la iglesia del convento hasta que la reina Isabel la Católica ordenó trasladarlo al altar mayor. El sepulcro es de mármol y está adornado con los escudos de Castilla y Borbón.
Cuando se reedificó el templo de San Francisco a finales del siglo XVIII, hay noticias de que los restos de Doña Blanca fueron depositados en una caja de cedro, que se guardó en la celda del prior. Con el advenimiento de la Primera República en 1873, la caja de cedro fue depositada en el Archivo Municipal, para regresar el 24 de febrero del año siguiente al convento de San Francisco, donde se alojó en una pequeña cripta en el lado izquierdo del altar mayor.
La última noticia sobre la existencia de la mencionada caja nos la aporta en 1910 el que fuera archivero municipal Adolfo Rodríguez del Rivero, el cual dice que en esa fecha bajó a la cripta junto al entonces alcalde, el marqués de Campo Real, y allí estaba una desvencijada caja con los restos de aquella reina. Dentro de la misma, cuenta, había una lata que contenía un pergamino imposible de tocar pues se deshacía, dado su estado de descomposición.
En la sacristía de la iglesia está colocada una lápida con la siguiente inscripción:

CHR. OPT. MAX. SACRUM. DIVA BLANCA, HISPANIARUM REGINA, PATRE BORBONICO, EX INCLITA FRANCORUM REGUM PROSAPIA, MORIBUS ET CORPORE VENUSTISSIMA FUIT: SED PRAEVALENTE PELLICE, OCCUBUIT JUSSU PETRI MARITI CRUDELI, ANNO SALUTIS 1361, AETATIS VERO SUAE 25.
Consagrada a Cristo Sumo Bienhechor y Todopoderoso Señor Nuestro, Doña Blanca Reina de las Españas, hija de Borbón, descendiente del ínclito linaje de los reyes de Francia, fue grandemente hermosa de cuerpo y costumbres, mas prevaleciendo la manceba, fue muerta por mandato del rey D. Pedro I el Cruel su marido. Año de Salud de 1361. Siendo ella de 25 años de edad.

## Ancestros
| \| \| \| \| \| \| \| \| \| \| \| \| \| \| \| \| \| \| \| \| 16. Luis IX de Francia \| \| \| \| \| \| \| \| \| \| \| \| \| \| \| \| \| \| \| \| \| \| \| \| \| \| \| \| \| \| \| \| \| \| \| \| \| \| \| \| \| \| \| \| \| \| \| \| \| \| \| \| \| \| 8. Conde Roberto de Clermont \| \| \| \| \| \| \| \| \| \| \| \| \| \| \| \| \| \| \| \| \| \| \| \| \| \| \| \| \| \| \| \| \| \| \| \| \| \| \| \| \| \| \| \| \| \| \| \| \| \| \| \| \| \| 17. Margarita de Provenza \| \| \| \| \| \| \| \| \| \| \| \| \| \| \| \| \| \| \| \| \| \| \| \| \| \| \| \| \| \| \| \| \| \| \| \| \| \| \| \| \| \| \| \| \| \| \| \| \| \| \| \| \| \| 4. Duque Luis I de Borbón \| \| \| \| \| \| \| \| \| \| \| \| \| \| \| \| \| \| \| \| \| \| \| \| \| \| \| \| \| \| \| \| \| \| \| \| \| \| \| \| \| \| \| \| \| \| \| \| \| \| \| \| \| \| 18. Juan de Borgoña \| \| \| \| \| \| \| \| \| \| \| \| \| \| \| \| \| \| \| \| \| \| \| \| \| \| \| \| \| \| \| \| \| \| \| \| \| \| \| \| \| \| \| \| \| \| \| \| \| \| \| \| \| \| 9. Condesa Beatrix de Borgoña, Dame de Borbón \| \| \| \| \| \| \| \| \| \| \| \| \| \| \| \| \| \| \| \| \| \| \| \| \| \| \| \| \| \| \| \| \| \| \| \| \| \| \| \| \| \| \| \| \| \| \| \| \| \| \| \| \| \| 19. Inés de Dampierre \| \| \| \| \| \| \| \| \| \| \| \| \| \| \| \| \| \| \| \| \| \| \| \| \| \| \| \| \| \| \| \| \| \| \| \| \| \| \| \| \| \| \| \| \| \| \| \| \| \| \| \| \| \| 2. Duque Pedro I de Borbón \| \| \| \| \| \| \| \| \| \| \| \| \| \| \| \| \| \| \| \| \| \| \| \| \| \| \| \| \| \| \| \| \| \| \| \| \| \| \| \| \| \| \| \| \| \| \| \| \| \| \| \| \| \| 20. Juan I de Henao \| \| \| \| \| \| \| \| \| \| \| \| \| \| \| \| \| \| \| \| \| \| \| \| \| \| \| \| \| \| \| \| \| \| \| \| \| \| \| \| \| \| \| \| \| \| \| \| \| \| \| \| \| \| 10. Conde Juan II de Holanda y de Henao \| \| \| \| \| \| \| \| \| \| \| \| \| \| \| \| \| \| \| \| \| \| \| \| \| \| \| \| \| \| \| \| \| \| \| \| \| \| \| \| \| \| \| \| \| \| \| \| \| \| \| \| \| \| 21. Adelaida de Holanda \| \| \| \| \| \| \| \| \| \| \| \| \| \| \| \| \| \| \| \| \| \| \| \| \| \| \| \| \| \| \| \| \| \| \| \| \| \| \| \| \| \| \| \| \| \| \| \| \| \| \| \| \| \| 5. Duquesa Mary de Avesnes \| \| \| \| \| \| \| \| \| \| \| \| \| \| \| \| \| \| \| \| \| \| \| \| \| \| \| \| \| \| \| \| \| \| \| \| \| \| \| \| \| \| \| \| \| \| \| \| \| \| \| \| \| \| 22. Enrique V de Luxemburgo \| \| \| \| \| \| \| \| \| \| \| \| \| \| \| \| \| \| \| \| \| \| \| \| \| \| \| \| \| \| \| \| \| \| \| \| \| \| \| \| \| \| \| \| \| \| \| \| \| \| \| \| \| \| 11. Princesa Philippa de Luxemburgo \| \| \| \| \| \| \| \| \| \| \| \| \| \| \| \| \| \| \| \| \| \| \| \| \| \| \| \| \| \| \| \| \| \| \| \| \| \| \| \| \| \| \| \| \| \| \| \| \| \| \| \| \| \| 23. Margarita de Bar \| \| \| \| \| \| \| \| \| \| \| \| \| \| \| \| \| \| \| \| \| \| \| \| \| \| \| \| \| \| \| \| \| \| \| \| \| \| \| \| \| \| \| \| \| \| \| \| \| \| \| \| \| \| 1. Blanca de Borbón \| \| \| \| \| \| \| \| \| \| \| \| \| \| \| \| \| \| \| \| \| \| \| \| \| \| \| \| \| \| \| \| \| \| \| \| \| \| \| \| \| \| \| \| \| \| \| \| \| \| \| \| \| \| 24. Luis IX de Francia (= 16) \| \| \| \| \| \| \| \| \| \| \| \| \| \| \| \| \| \| \| \| \| \| \| \| \| \| \| \| \| \| \| \| \| \| \| \| \| \| \| \| \| \| \| \| \| \| \| \| \| \| \| \| \| \| 12. Rey Felipe III de Francia \| \| \| \| \| \| \| \| \| \| \| \| \| \| \| \| \| \| \| \| \| \| \| \| \| \| \| \| \| \| \| \| \| \| \| \| \| \| \| \| \| \| \| \| \| \| \| \| \| \| \| \| \| \| 25. Margarita de Provenza (= 17) \| \| \| \| \| \| \| \| \| \| \| \| \| \| \| \| \| \| \| \| \| \| \| \| \| \| \| \| \| \| \| \| \| \| \| \| \| \| \| \| \| \| \| \| \| \| \| \| \| \| \| \| \| \| 6. Príncipe Carlos de Valois \| \| \| \| \| \| \| \| \| \| \| \| \| \| \| \| \| \| \| \| \| \| \| \| \| \| \| \| \| \| \| \| \| \| \| \| \| \| \| \| \| \| \| \| \| \| \| \| \| \| \| \| \| \| 26. Jaime I de Aragón \| \| \| \| \| \| \| \| \| \| \| \| \| \| \| \| \| \| \| \| \| \| \| \| \| \| \| \| \| \| \| \| \| \| \| \| \| \| \| \| \| \| \| \| \| \| \| \| \| \| \| \| \| \| 13. Reina Isabella de Aragón \| \| \| \| \| \| \| \| \| \| \| \| \| \| \| \| \| \| \| \| \| \| \| \| \| \| \| \| \| \| \| \| \| \| \| \| \| \| \| \| \| \| \| \| \| \| \| \| \| \| \| \| \| \| 27. Violante de Hungría \| \| \| \| \| \| \| \| \| \| \| \| \| \| \| \| \| \| \| \| \| \| \| \| \| \| \| \| \| \| \| \| \| \| \| \| \| \| \| \| \| \| \| \| \| \| \| \| \| \| \| \| \| \| 3. Princesa Isabel de Valois \| \| \| \| \| \| \| \| \| \| \| \| \| \| \| \| \| \| \| \| \| \| \| \| \| \| \| \| \| \| \| \| \| \| \| \| \| \| \| \| \| \| \| \| \| \| \| \| \| \| \| \| \| \| 28. Guido III de Châtillon \| \| \| \| \| \| \| \| \| \| \| \| \| \| \| \| \| \| \| \| \| \| \| \| \| \| \| \| \| \| \| \| \| \| \| \| \| \| \| \| \| \| \| \| \| \| \| \| \| \| \| \| \| \| 14. Conde Guy IV de Saint-Pol \| \| \| \| \| \| \| \| \| \| \| \| \| \| \| \| \| \| \| \| \| \| \| \| \| \| \| \| \| \| \| \| \| \| \| \| \| \| \| \| \| \| \| \| \| \| \| \| \| \| \| \| \| \| 29. Matilda de Brabante \| \| \| \| \| \| \| \| \| \| \| \| \| \| \| \| \| \| \| \| \| \| \| \| \| \| \| \| \| \| \| \| \| \| \| \| \| \| \| \| \| \| \| \| \| \| \| \| \| \| \| \| \| \| 7. princesa Mahaut de Châtillon-Saint Pol \| \| \| \| \| \| \| \| \| \| \| \| \| \| \| \| \| \| \| \| \| \| \| \| \| \| \| \| \| \| \| \| \| \| \| \| \| \| \| \| \| \| \| \| \| \| \| \| \| \| \| \| \| \| 30. Juan II de Bretaña \| \| \| \| \| \| \| \| \| \| \| \| \| \| \| \| \| \| \| \| \| \| \| \| \| \| \| \| \| \| \| \| \| \| \| \| \| \| \| \| \| \| \| \| \| \| \| \| \| \| \| \| \| \| 15. Condesa Marie de Bretaña \| \| \| \| \| \| \| \| \| \| \| \| \| \| \| \| \| \| \| \| \| \| \| \| \| \| \| \| \| \| \| \| \| \| \| \| \| \| \| \| \| \| \| \| \| \| \| \| \| \| \| \| \| \| 31. Beatriz de Inglaterra \| \| \| \| \| \| \| \| \| \| \| \| \| \| \| \| \| \| \| \| \| \| \| \| \| \| \| \| \| \| \| \| \| \| \| \| \| \| \| \| \| \| \| \| \| \| \| \| \| \| \| \| |                                               |  |  |  |  |  |  |  |  |  |  |  |  |  |  |  |
| |                                               |  |  |  |  |  |  |  |  |  |  |  |  |  |  |  |
| | 16. Luis IX de Francia                        |  |  |  |  |  |  |  |  |  |  |  |  |  |  |  |
| |                                               |  |  |  |  |  |  |  |  |  |  |  |  |  |  |  |
| |                                               |  |  |  |  |  |  |  |  |  |  |  |  |  |  |  |
| | 8. Conde Roberto de Clermont                  |  |  |  |  |  |  |  |  |  |  |  |  |  |  |  |
| |                                               |  |  |  |  |  |  |  |  |  |  |  |  |  |  |  |
| |                                               |  |  |  |  |  |  |  |  |  |  |  |  |  |  |  |
| | 17. Margarita de Provenza                     |  |  |  |  |  |  |  |  |  |  |  |  |  |  |  |
| |                                               |  |  |  |  |  |  |  |  |  |  |  |  |  |  |  |
| |                                               |  |  |  |  |  |  |  |  |  |  |  |  |  |  |  |
| | 4. Duque Luis I de Borbón                     |  |  |  |  |  |  |  |  |  |  |  |  |  |  |  |
| |                                               |  |  |  |  |  |  |  |  |  |  |  |  |  |  |  |
| |                                               |  |  |  |  |  |  |  |  |  |  |  |  |  |  |  |
| | 18. Juan de Borgoña                           |  |  |  |  |  |  |  |  |  |  |  |  |  |  |  |
| |                                               |  |  |  |  |  |  |  |  |  |  |  |  |  |  |  |
| |                                               |  |  |  |  |  |  |  |  |  |  |  |  |  |  |  |
| | 9. Condesa Beatrix de Borgoña, Dame de Borbón |  |  |  |  |  |  |  |  |  |  |  |  |  |  |  |
| |                                               |  |  |  |  |  |  |  |  |  |  |  |  |  |  |  |
| |                                               |  |  |  |  |  |  |  |  |  |  |  |  |  |  |  |
| | 19. Inés de Dampierre                         |  |  |  |  |  |  |  |  |  |  |  |  |  |  |  |
| |                                               |  |  |  |  |  |  |  |  |  |  |  |  |  |  |  |
| |                                               |  |  |  |  |  |  |  |  |  |  |  |  |  |  |  |
| | 2. Duque Pedro I de Borbón                    |  |  |  |  |  |  |  |  |  |  |  |  |  |  |  |
| |                                               |  |  |  |  |  |  |  |  |  |  |  |  |  |  |  |
| |                                               |  |  |  |  |  |  |  |  |  |  |  |  |  |  |  |
| | 20. Juan I de Henao                           |  |  |  |  |  |  |  |  |  |  |  |  |  |  |  |
| |                                               |  |  |  |  |  |  |  |  |  |  |  |  |  |  |  |
| |                                               |  |  |  |  |  |  |  |  |  |  |  |  |  |  |  |
| | 10. Conde Juan II de Holanda y de Henao       |  |  |  |  |  |  |  |  |  |  |  |  |  |  |  |
| |                                               |  |  |  |  |  |  |  |  |  |  |  |  |  |  |  |
| |                                               |  |  |  |  |  |  |  |  |  |  |  |  |  |  |  |
| | 21. Adelaida de Holanda                       |  |  |  |  |  |  |  |  |  |  |  |  |  |  |  |
| |                                               |  |  |  |  |  |  |  |  |  |  |  |  |  |  |  |
| |                                               |  |  |  |  |  |  |  |  |  |  |  |  |  |  |  |
| | 5. Duquesa Mary de Avesnes                    |  |  |  |  |  |  |  |  |  |  |  |  |  |  |  |
| |                                               |  |  |  |  |  |  |  |  |  |  |  |  |  |  |  |
| |                                               |  |  |  |  |  |  |  |  |  |  |  |  |  |  |  |
| | 22. Enrique V de Luxemburgo                   |  |  |  |  |  |  |  |  |  |  |  |  |  |  |  |
| |                                               |  |  |  |  |  |  |  |  |  |  |  |  |  |  |  |
| |                                               |  |  |  |  |  |  |  |  |  |  |  |  |  |  |  |
| | 11. Princesa Philippa de Luxemburgo           |  |  |  |  |  |  |  |  |  |  |  |  |  |  |  |
| |                                               |  |  |  |  |  |  |  |  |  |  |  |  |  |  |  |
| |                                               |  |  |  |  |  |  |  |  |  |  |  |  |  |  |  |
| | 23. Margarita de Bar                          |  |  |  |  |  |  |  |  |  |  |  |  |  |  |  |
| |                                               |  |  |  |  |  |  |  |  |  |  |  |  |  |  |  |
| |                                               |  |  |  |  |  |  |  |  |  |  |  |  |  |  |  |
| | 1. Blanca de Borbón                           |  |  |  |  |  |  |  |  |  |  |  |  |  |  |  |
| |                                               |  |  |  |  |  |  |  |  |  |  |  |  |  |  |  |
| |                                               |  |  |  |  |  |  |  |  |  |  |  |  |  |  |  |
| | 24. Luis IX de Francia (= 16)                 |  |  |  |  |  |  |  |  |  |  |  |  |  |  |  |
| |                                               |  |  |  |  |  |  |  |  |  |  |  |  |  |  |  |
| |                                               |  |  |  |  |  |  |  |  |  |  |  |  |  |  |  |
| | 12. Rey Felipe III de Francia                 |  |  |  |  |  |  |  |  |  |  |  |  |  |  |  |
| |                                               |  |  |  |  |  |  |  |  |  |  |  |  |  |  |  |
| |                                               |  |  |  |  |  |  |  |  |  |  |  |  |  |  |  |
| | 25. Margarita de Provenza (= 17)              |  |  |  |  |  |  |  |  |  |  |  |  |  |  |  |
| |                                               |  |  |  |  |  |  |  |  |  |  |  |  |  |  |  |
| |                                               |  |  |  |  |  |  |  |  |  |  |  |  |  |  |  |
| | 6. Príncipe Carlos de Valois                  |  |  |  |  |  |  |  |  |  |  |  |  |  |  |  |
| |                                               |  |  |  |  |  |  |  |  |  |  |  |  |  |  |  |
| |                                               |  |  |  |  |  |  |  |  |  |  |  |  |  |  |  |
| | 26. Jaime I de Aragón                         |  |  |  |  |  |  |  |  |  |  |  |  |  |  |  |
| |                                               |  |  |  |  |  |  |  |  |  |  |  |  |  |  |  |
| |                                               |  |  |  |  |  |  |  |  |  |  |  |  |  |  |  |
| | 13. Reina Isabella de Aragón                  |  |  |  |  |  |  |  |  |  |  |  |  |  |  |  |
| |                                               |  |  |  |  |  |  |  |  |  |  |  |  |  |  |  |
| |                                               |  |  |  |  |  |  |  |  |  |  |  |  |  |  |  |
| | 27. Violante de Hungría                       |  |  |  |  |  |  |  |  |  |  |  |  |  |  |  |
| |                                               |  |  |  |  |  |  |  |  |  |  |  |  |  |  |  |
| |                                               |  |  |  |  |  |  |  |  |  |  |  |  |  |  |  |
| | 3. Princesa Isabel de Valois                  |  |  |  |  |  |  |  |  |  |  |  |  |  |  |  |
| |                                               |  |  |  |  |  |  |  |  |  |  |  |  |  |  |  |
| |                                               |  |  |  |  |  |  |  |  |  |  |  |  |  |  |  |
| | 28. Guido III de Châtillon                    |  |  |  |  |  |  |  |  |  |  |  |  |  |  |  |
| |                                               |  |  |  |  |  |  |  |  |  |  |  |  |  |  |  |
| |                                               |  |  |  |  |  |  |  |  |  |  |  |  |  |  |  |
| | 14. Conde Guy IV de Saint-Pol                 |  |  |  |  |  |  |  |  |  |  |  |  |  |  |  |
| |                                               |  |  |  |  |  |  |  |  |  |  |  |  |  |  |  |
| |                                               |  |  |  |  |  |  |  |  |  |  |  |  |  |  |  |
| | 29. Matilda de Brabante                       |  |  |  |  |  |  |  |  |  |  |  |  |  |  |  |
| |                                               |  |  |  |  |  |  |  |  |  |  |  |  |  |  |  |
| |                                               |  |  |  |  |  |  |  |  |  |  |  |  |  |  |  |
| | 7. princesa Mahaut de Châtillon-Saint Pol     |  |  |  |  |  |  |  |  |  |  |  |  |  |  |  |
| |                                               |  |  |  |  |  |  |  |  |  |  |  |  |  |  |  |
| |                                               |  |  |  |  |  |  |  |  |  |  |  |  |  |  |  |
| | 30. Juan II de Bretaña                        |  |  |  |  |  |  |  |  |  |  |  |  |  |  |  |
| |                                               |  |  |  |  |  |  |  |  |  |  |  |  |  |  |  |
| |                                               |  |  |  |  |  |  |  |  |  |  |  |  |  |  |  |
| | 15. Condesa Marie de Bretaña                  |  |  |  |  |  |  |  |  |  |  |  |  |  |  |  |
| |                                               |  |  |  |  |  |  |  |  |  |  |  |  |  |  |  |
| |                                               |  |  |  |  |  |  |  |  |  |  |  |  |  |  |  |
| | 31. Beatriz de Inglaterra                     |  |  |  |  |  |  |  |  |  |  |  |  |  |  |  |
| |                                               |  |  |  |  |  |  |  |  |  |  |  |  |  |  |  |
| |                                               |  |  |  |  |  |  |  |  |  |  |  |  |  |  |  |

| Predecesor: María de Portugal | Reina consorte de Castilla 1353-1354/1361 | Sucesor: Juana de Castro |